# Jan Gehl
Jan Gehl, né le 17 septembre 1936 à Copenhague, est un architecte, urbaniste et entrepreneur danois. Il est professeur émérite en aménagement urbain à l'école d'architecture de l'Académie royale danoise de Copenhague. Il a rédigé plusieurs livres sur l'élaboration d'espaces publics, dont Livet Mellem Husene (Vivre entre les maisons).
Il est connu en particulier pour avoir étudié Strøget à Copenhague, un prototype des aménagements piétonniers au centre des villes anciennes. 
Ses travaux lui confèrent une autorité mondiale dans le domaine de l’urbanisme, et apportent une légitimité à sa critique du projet de la ville fonctionnaliste, qu’il a portée publiquement tout au long de sa carrière. L’ensemble de son travail, caractérisé par la production de méthodes et outils pratiques pour rendre la ville aux piétons, est récompensé en 2015 par un Global Award for Sustainable Architecture. 

## Biographie
Il reçoit un master en architecture de l'École d'architecture de l'Académie royale des beaux-arts du Danemark (KADK) en 1960. Il pratique l'architecture de 1960 à 1966, d'abord dans les cabinets Viggo Moller-Jensen et Tyge Arnfred où il travaille sur des projets résidentiels. Après un service militaire en 1962, il travaille chez les architectes Inger et Johannes Exner à Copenhague, à des travaux de restauration et de construction d'églises. Il restaure notamment l'église de l'île de Sejerø. À cette époque, il aimait travailler avec des pasteurs, des archéologues et des artistes à la conception d'orgues ou d'autels. Il a ainsi restauré 12 églises des XIe et XIIe siècles entre 1962 et 1990.

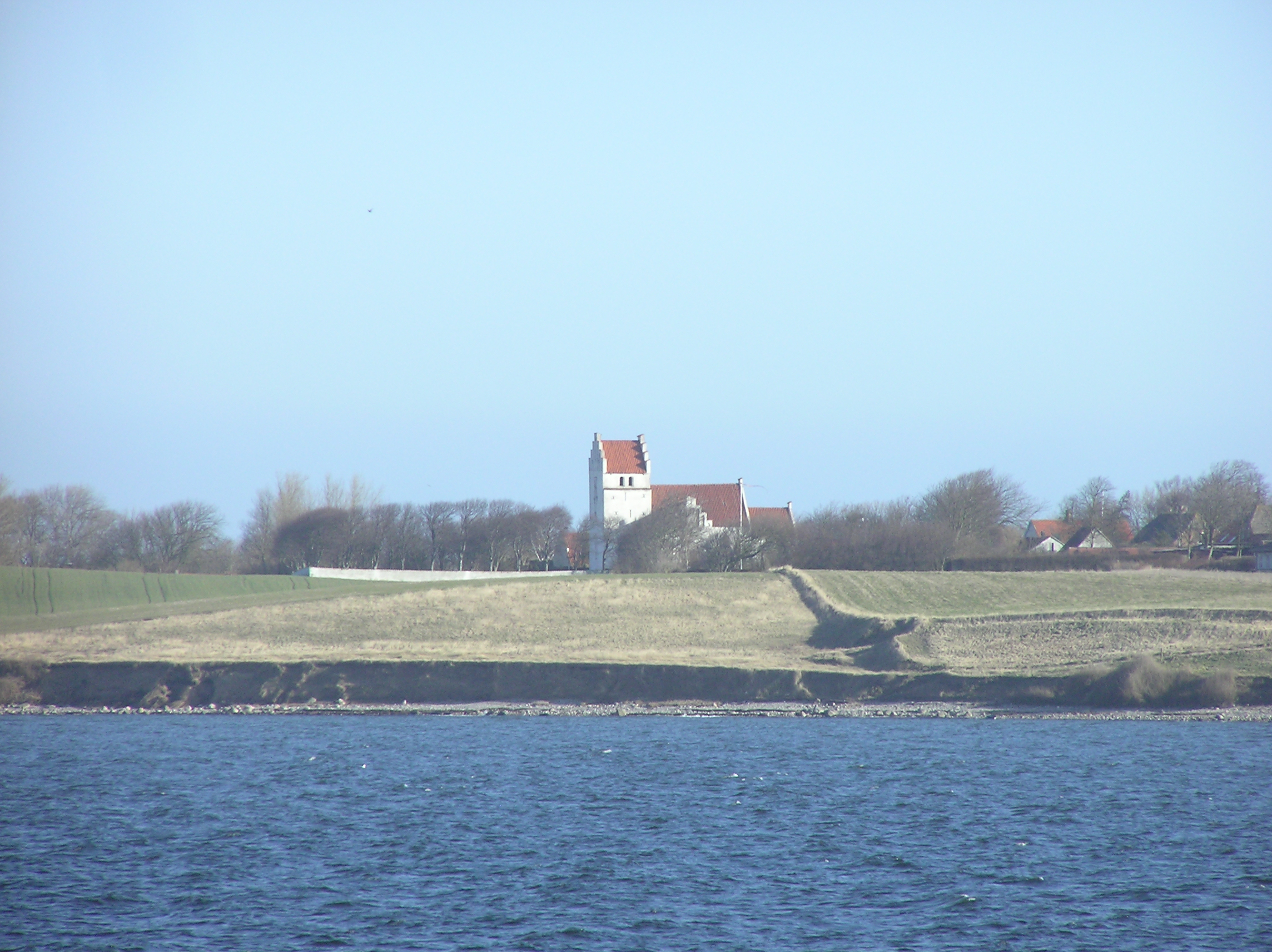
Vue depuis la mer de l'église de Sejerø, restaurée entre 1964 et 1967 par Jan Gehl.

En 1966 il reçoit une bourse de recherche de KADK pour étudier "la forme et l'utilisation des espaces publics". Son livre Life between Buildings (1971) résume ses travaux, et développe ses théories sur la planification de la cité et l'influence de l'architecture sur la vie du peuple. Il est nommé professeur en planification urbaine à KADK, et professeur invité dans différentes universités.
Il crée Gehl Architects en 2000 avec Helle Søholt, et reste Partenaire du cabinet jusqu'à 2011.
Comme « jeune architecte travaillant dans les faubourgs », Gehl épouse en 1961 une psychologue, Ingrid Mundt, et « a de nombreuses discussions sur l'aspect humain de l'architecture qui n'était pas suffisamment considéré par les architectes, les paysagistes, et les urbanistes ... Mon épouse et moi nous avons étudié la frontière entre la sociologie, la psychologie, l'architecture, et l'urbanisme ».
Il a travaillé à l'urbanisme de villes telles que Copenhague, Londres, Melbourne (1994 et 2004), Sydney (2007), Riga, Amman, New York, Moscou, Mexico, São Paolo, Brighton,.

## Principales orientations de ses travaux
Dans son ouvrage Public Spaces, Public Life, il plaide pour la transformation progressive des villes vers le piéton plutôt que la voiture. L'introduction du vélo va dans le bon sens, mais avec des réserves.
Les transformations doivent être progressives et bien documentées.

## Distinctions
- Docteur Honoris Causa de l'université Heriot-Watt d'Édimbourg (1992)[8], Halifax, Varna et Toronto[6]
- 1993 : Prix Sir Patrick Abercrombie de l'Union internationale des architectes[6]
- 1998 : Prix de l'EDRA Award (en)
- 2007 : Academicien honorifique de Academy of Urbanism, Grande-Bretagne
- 2008 : Prix du Landscape Institute Award (en), Grande-Bretagne
- 2008 : Honorary Fellow de l'American Institute of Architects
- 2009 : Prix de la ville de New York
- 2009 : Civic Trust Awards de Brighton New Road, Grande-Bretagne
- 2011 : Médaille du Prince Eugène, Danemark
- 2013 : Médaille C. F. Hansen
- 2013 : Senior Fellow du Design Futures Council (en)
- 2015 : Global Award for Sustainable Architecture
- 2018 : Athena Medal, du Congrès du Nouvel urbanisme